# Overland Mail
Overland Mail é um seriado estadunidense de 1942, gênero Western, dirigido por Ford Beebe e John Rawlins, em 15 capítulos, estrelado por Lon Chaney Jr., Noah Beery, Jr. e Helen Parrish. Foi produzido e distribuído pela Universal Pictures, e veiculou nos cinemas estadunidenses a partir de 22 de setembro de 1942.
Em 1956, foi editado em forma de curta-metragem de 9 minutos e relançado pela Castle Films sob o título The Indian Raiders, em duas versões, uma sonora e uma silenciosa com legendas.

## Sinopse
Dois investigadores de uma empresa de diligências são atribuídos para descobrir o motivo das emboscadas que as diligências vêm sofrendo. Eles acreditam que os culpados são bandidos disfarçados de índios, e tentam descobrir quem está por trás da trama.

## Elenco
- Lon Chaney Jr. … Jim Lane
- Helen Parrish … Barbara Gilbert
- Noah Beery Jr. … Sierra Pete
- Don Terry … Buckskin Billy Burke
- Bob Baker … Bill Cody
- Noah Beery, Sr. … Frank Chadwick
- Tom Chatterton … Tom Gilbert
- Charles Stevens … Puma
- Robert Barron … Charles Darson
- Harry Cording … Sam Gregg
- Marguerite De La Motte … Rose
- Ben Taggart … Lamont
- Jack Rockwell … Slade
- Riley Hill … Mack
- Carleton Young … Lem
- William Desmond ... Williams

## Capítulos
1. A Race with Disaster
2. Flaming Havoc
3. The Menacing Hand
4. The Bridge of Disaster
5. Hurled to the Depths
6. Death at the Stake
7. The Path of Peril
8. Imprisoned in Flames
9. Hidden Danger
10. Blazing Wagons
11. The Trail of Terror
12. In the Claws of the Cougar
13. The Frenzied Mob
14. The Toll of Treachery
15. The Mail Goes Through

Fonte: